# Liste der Landschaftsschutzgebiete im Landkreis Gifhorn
Die Liste der Landschaftsschutzgebiete im Landkreis Gifhorn enthält die Landschaftsschutzgebiete des Landkreises Gifhorn in Niedersachsen.
| Bild | Nummer     | Bezeichnung des Gebietes                                             | Fläche in Hektar | WDPA-ID   | Koordinaten | Datum der Verordnung |
| ---- | ---------- | -------------------------------------------------------------------- | ---------------- | --------- | ----------- | -------------------- |
|      | LSG GF 001 | Hagen                                                                | 98,00            | 321305    | Position    | 1984                 |
|      | LSG GF 003 | Wacholderhain Volkse                                                 | 1,00             | 325484    | Position    | 1987                 |
|      | LSG GF 004 | Dammburg                                                             | 1,50             | 320270    | Position    | 1939                 |
|      | LSG GF 005 | Allertal – Barnbruch und angrenzende Landschaftsteile                | 3211,30          | 319489    | Position    | 1991                 |
|      | LSG GF 009 | Okertal                                                              | 636,00           | 323491    | Position    | 1987                 |
|      | LSG GF 010 | Drömling                                                             | 1887,50          | 390042    | Position    | 1966                 |
|      | LSG GF 014 | Papenteich und Schweineholz                                          | 2119,00          | 323615    | Position    | 1988                 |
|      | LSG GF 016 | Martinsbüttel                                                        | 200,00           | 322910    | Position    | 1992                 |
|      | LSG GF 018 | Gifhorner, Winkeler und Fahle Heide und angrenzende Landschaftsteile | 6666,90          | 321079    | Position    | 1984                 |
|      | LSG GF 019 | Kainbach- und Lachtetal                                              | 52,20            | 322029    | Position    | 1984                 |
|      | LSG GF 022 | Kaiserwinkel                                                         | 194,30           | 322035    | Position    | 1972                 |
|      | LSG GF 023 | Ostheide                                                             | 11231,80         | 323580    | Position    | 1977                 |
|      | LSG GF 025 | Lütjes Moor                                                          | 794,00           | 322869    | Position    | 1977                 |
|      | LSG GF 026 | Schweimker Moor                                                      | 1339,00          | 324495    | Position    | 1983                 |
|      | LSG GF 027 | Hohnstedter Holz und Wilshop                                         | 6,00             | 321722    | Position    | 1950                 |
|      | LSG GF 028 | Essenrode-Grassel                                                    | 280,00           | 320714    | Position    | 1977                 |
|      | LSG GF 029 | Untere Oker und Mittlere Aller                                       | 269,80           | 325314    | Position    | 1994                 |
|      | LSG GF 030 | Ohretal bei Altendorf                                                | 35,00            | 323486    | Position    | 1996                 |
|      | LSG GF 031 | Teichgut in der Oerreler Heide                                       | 54,00            | 555734436 | Position    | 2020                 |
|      | LSG GF 032 | Espenloh, Schalksloh, Rehloh                                         | 2241,00          |           | Position    | 2023                 |
|      | LSG H 047  | Ersetal                                                              | 487,90           | 320692    | Position    | 2016                 |
|      | LSG PE 013 | Erseaue                                                              | 729,00           | 320690    | Position    | 2020                 |